# 154902 Davidtoth
154902 Davidtoth este un asteroid din centura principală de asteroizi.

## Descriere
154902 Davidtoth este un asteroid din centura principală de asteroizi. A fost descoperit pe 12 septembrie 2004 la Observatorul Jarnac din Vail-Jarnac. Asteroidul prezintă o orbită caracterizată de o semiaxă mare de 3,13 ua, o excentricitate de 0,12 și o înclinație de 8,6° în raport cu ecliptica.